# Chaohu
Chaohu är en stad på häradsnivå inom Hefeis stad på prefekturnivå i provinsen Anhui i östra Kina.

## Administrativ indelning
Chaohu är indelat i sex stadsdelsdistrikt,  elva köpingar och en socken.
Stadsdelsdistrikt (jiedao):

- Bantang (半汤街道)
- Fenghuangshan (凤凰山街道)
- Tianhe (天河街道)
- Woniushan (卧牛山街道)
- Yafu (亚父街道)
- Zhongmiao (中庙街道)

Köpingar (zhen):

- Bazhen (坝镇镇)
- Huailin (槐林镇)
- Huanglu (黄麓镇)
- Langanji (栏杆集镇)
- Sanbing (散兵镇)
- Suwan (苏湾镇)
- Tongyang (桐炀镇)
- Xiage (夏阁镇)
- Yinping (银屏镇)
- Zhegao (柘皋镇)
- Zhonghan (中垾镇)

Socknar (xiang):

- Miaogang (庙岗乡)

### Historisk administrativ indelning

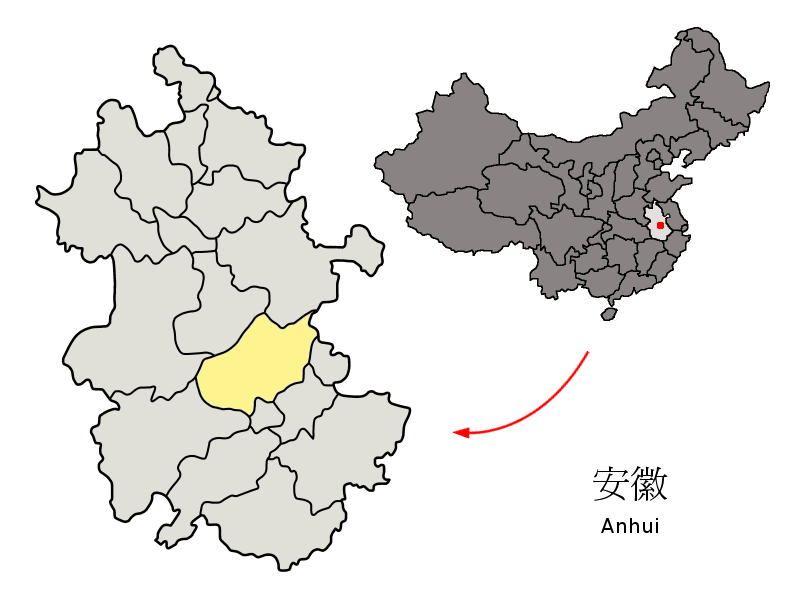
Prefekturen Chaohus utbredning före 2011.

Tidigare var Chaohu en stad på prefekturnivå som var 9 423 kvadratkilometer och hade cirka 4,5 miljoner invånare. Den 22 augusti 2011 fattade myndigheterna hastigt ett beslut att dela upp prefekturen på andra prefekturer, medan stadsdistriktet Juchao ombildades till staden Chaohu på häradsnivå.
Avskaffandet av Chaohu som prefektur kom som en överraskning för befolkningen, då alla förberedelser och beslut fattats utan medverkan eller insyn från allmänheten. Ändringarna ledde till att Hefei ökade sin yta med 40 procent och omfattade hela insjön Chao Hu, som givit Chaohu dess namn.
Administrativ indelning innan ändringarna 2011:
- Stadsdistriktet Juchao – 居巢区 Jūcháo qū  – överfört till Hefei som Chaohu stad på häradsnivå
- Häradet Lujiang – 庐江县 Lújiāng xiàn  – överfört till Hefei
- Häradet Wuwei – 无为县 Wúwéi xiàn  – överfört till Wuhu
- Häradet Hanshan – 含山县 Hánshān xiàn   – överfört till Ma'anshan
- Häradet He – 和县 Hé xiàn – överfört till Ma'anshan.